# Betis Deportivo Balompié
Maillots
Actualités
Le Betis Deportivo Balompié est un club de football espagnol fondé en 1942 et basé à Séville, en Andalousie. Il constitue l'équipe réserve du Real Betis. Depuis la saison 2022-2023, il évolue en Segunda Federación, la quatrième division espagnole.

## Histoire
Le Real Betis Balompié n'a pas eu d'équipe filiale avant la fin des années 1940. Cette équipe s'appelait Juventud Balompié, ancienne équipe d'Educación y Descanso (1950-1954 ; 1960-1963). Comme auparavant, il était habituel que le Real Betis passe des accords avec d'autres clubs de la ville et de la province pour être leurs filiales, dans ces cas Calavera CF jusqu'au milieu des années 40 et CD Alcalá, déjà en 1950, le Betis jouant en Tercera División.
En 1963, Benito Villamarín officialise l'affiliation de Triana Balompié, qui avait déjà débuté en Regional lors de la saison 1962-1963 (certaines informations diffuses affirment que Triana était resté inactif jusqu'alors), étant promu en Tercera División cette année-là et dispute la Copa del Generalísimo.
Sous le mandat de José Núñez Naranjo, lors de la saison 1972-1973, il a été convenu de changer le nom de Triana Balompié en Betis Balompié, ce qui a provoqué la colère de certains supporters. Ce nom a duré jusqu'en 1976, lorsque l'équipe réserve a été rebaptisée Betis Deportivo Balompié. C'est sous ce nom qu'ils ont fait leurs débuts en Tercera División, en jouant contre le Sevilla Atlético lors de la première journée ; le match s'est terminé par une victoire des sévillans sur le score de 1-3.
Lors de la saison 1991-1992, le Betis Deportivo Balompié a été rebaptisé Real Betis Balompié B, et lors de la saison 2003-2004, le Real Betis Balompié C a été créé.
De grands joueurs tels que Rafael Gordillo, Luis del Sol, Joaquín Sánchez, Ángel Cuéllar ou Juanito sont passés par les rangs de l'équipe réserve des Verts et Blancs. Elle a également apporté une grande diversité de joueurs au football espagnol, comme Fernando Varela, Capi, Roberto Ríos, Antonio Joaquín Parra ou Diego Tristán, entre autres.
Le Betis Deportivo a passé la majeure partie de son existence en Segunda División B et Tercera División, n'atteignant jamais les playoffs de promotion dans la première catégorie.
En 2017, le club est renommé Betis Deportivo Balompié.
Lors de la saison 2021-2022, le Betis Deportivo est relégué en Segunda Division RFEF (4e division) à sept journées de la fin.

## Saison par saison
- En tant que club-école

| Saison    | Niveau | Division            | Place | Copa del Rey |
| --------- | ------ | ------------------- | ----- | ------------ |
| 1964-1965 | 3      | Tercera División    | 6e    |              |
| 1965-1966 | 3      | Tercera División    | 7e    |              |
| 1966-1967 | 3      | Tercera División    | 5e    |              |
| 1967-1968 | 3      | Tercera División    | 4e    |              |
| 1968-1969 | 3      | Tercera División    | 3e    |              |
| 1969-1970 | 3      | Tercera División    | 6e    |              |
| 1970-1971 | 3      | Tercera División    | 7e    |              |
| 1971-1972 | 3      | Tercera División    | 17e   |              |
| 1972-1973 | 4      | Primera Regional    | 4e    |              |
| 1973-1974 | 4      | Primera Regional    | 4e    |              |
| 1974-1975 | 4      | Primera Regional    | 3e    |              |
| 1975-1976 | 4      | Regional Preferente | 1er   |              |
| 1976-1977 | 3      | Tercera División    | 19e   |              |
| 1977-1978 | 4      | Tercera División    | 12e   |              |

| Saison    | Niveau | Division           | Place | Copa del Rey |
| --------- | ------ | ------------------ | ----- | ------------ |
| 1978-1979 | 4      | Tercera División   | 5e    |              |
| 1979-1980 | 4      | Tercera División   | 9e    |              |
| 1980-1981 | 4      | Tercera División   | 7e    |              |
| 1981-1982 | 4      | Tercera División   | 8e    |              |
| 1982-1983 | 4      | Tercera División   | 14e   |              |
| 1983-1984 | 4      | Tercera División   | 2e    |              |
| 1984-1985 | 4      | Tercera División   | 1er   |              |
| 1985-1986 | 3      | Segunda División B | 15e   |              |
| 1986-1987 | 4      | Tercera División   | 2e    |              |
| 1987-1988 | 3      | Segunda División B | 14e   |              |
| 1988-1989 | 3      | Segunda División B | 18e   |              |
| 1989-1990 | 4      | Tercera División   | 1er   |              |
| 1990-1991 | 3      | Segunda División B | 10e   |              |

- En tant qu'équipe réserve

| Saison    | Niveau | Division           | Place |
| --------- | ------ | ------------------ | ----- |
| 1991-1992 | 3      | Segunda División B | 7e    |
| 1992-1993 | 3      | Segunda División B | 17e   |
| 1993-1994 | 4      | Tercera División   | 1er   |
| 1994-1995 | 3      | Segunda División B | 11e   |
| 1995-1996 | 3      | Segunda División B | 10e   |
| 1996-1997 | 3      | Segunda División B | 14e   |
| 1997-1998 | 3      | Segunda División B | 12e   |
| 1998-1999 | 3      | Segunda División B | 9e    |
| 1999-2000 | 3      | Segunda División B | 17e   |
| 2000-2001 | 4      | Tercera División   | 2e    |
| 2001-2002 | 3      | Segunda División B | 8e    |
| 2002-2003 | 3      | Segunda División B | 15e   |
| 2003-2004 | 3      | Segunda División B | 16e   |
| 2004-2005 | 4      | Tercera División   | 8e    |
| 2005-2006 | 4      | Tercera División   | 6e    |
| 2006-2007 | 4      | Tercera División   | 2e    |
| 2007-2008 | 3      | Segunda División B | 12e   |
| 2008-2009 | 3      | Segunda División B | 11e   |
| 2009-2010 | 3      | Segunda División B | 14e   |
| 2010-2011 | 3      | Segunda División B | 16e   |

| Saison    | Niveau | Division              | Place |
| --------- | ------ | --------------------- | ----- |
| 2011-2012 | 3      | Segunda División B    | 8e    |
| 2012-2013 | 3      | Segunda División B    | 20e   |
| 2013-2014 | 4      | Tercera División      | 1er   |
| 2014-2015 | 3      | Segunda División B    | 8e    |
| 2015-2016 | 3      | Segunda División B    | 17e   |
| 2016-2017 | 4      | Tercera División      | 1er   |
| 2017-2018 | 3      | Segunda División B    | 19e   |
| 2018-2019 | 4      | Tercera División      | 6e    |
| 2019-2020 | 4      | Tercera División      | 1er   |
| 2020-2021 | 3      | Segunda División B    | 4e    |
| 2021-2022 | 3      | Primera División RFEF | 20e   |
| 2022-2023 | 4      | Segunda Federación    | 12e   |
| 2023-2024 | 4      | Segunda Federación    | 5e    |
| 2024-2025 | 3      | Primera Federación    |       |

- 36 saisons en Tercera División[note 2] puis en Segunda División B[note 3] puis en Primera División RFEF (D3)
- 25 saisons en Catégories Régionales puis en Tercera División puis en Segunda Federación (D4)